# Albedo de Bond
L'albedo de Bond és la fracció d'energia de la radiació electromagnètica incident total en un cos astronòmic que és retrodifosa cap a l'espai. Té en compte totes les longituds d'ona en tots els seus angles de fase. És una mesura important per a la caracterització del balanç energètic d'un cos planetari.
Per als objectes del Sistema solar, el pes rellevant de cada longitud d'ona és proporcional a l'espectre energètic solar. La contribució més important procedeix de la llum visible, ja que la majoria de l'emissió solar es produeix en aquest rang.
Com la major part dels albedos, el de Bond és un valor comprès entre 0 i 1.
Com que els cossos del Sistema solar exterior sempre s'observen en angles de fase molt baixos des de la Terra, l'única dada fiable per mesurar la seva albedo de Bond procedeix de les sondes espacials.
L'albedo de Bond rep el seu nom de l'astrònom nord-americà George Phillips Bond (1825-1865), que el va proposar originalment. Es va definir originalment per a cossos esfèrics, però també és aplicable a objectes irregulars.

## Integral de fase
L'albedo de Bond (A) es relaciona amb l'albedo geomètrica (p) segons l'expressió:
{\displaystyle A=pq{\frac {}{}}}
on q és la integral de fase i es dona en termes de flux difós direccionalment I(α) en l'angle α (en mitjana sobre totes les longituds d'ona i angles acimutals) com
{\displaystyle q=2\int _{0}^{\pi }{\frac {I(\alpha )}{I(0)}}\sin \alpha d\alpha .}
L'angle de fase α és l'angle entre la font de radiació (habitualment el Sol) i la direcció d'observació, i varia de zero per a la llum retrodifosa cap a la font, a 180° per a observacions que miren cap a la font. Per exemple, durant l'oposició o en mirar a la lluna plena, α és molt petit, mentre que objectes amb llum retroprojectada o la lluna nova tenen un α proper a 180°.

## Exemples
L'albedo de Bond pot ser molt gran o molt petita depenent de la superfície i propietats atmosfèriques del cos en qüestió. Alguns exemples:
| Nom      | Albedo de Bond | Albedo geomètrica |
| -------- | -------------- | ----------------- |
| Mercuri  | 0.119          | 0.138             |
| Venus    | 0.75           | 0.84              |
| Terra    | 0.29           | 0.367             |
| Lluna    | 0.123          | 0.113             |
| Mart     | 0.16           | 0.15              |
| Júpiter  | 0.343          | 0.52              |
| Saturn   | 0.342          | 0.47              |
| Encèlade | 0.99           | 1.4               |
| Urà      | 0.300          | 0.51              |
| Neptú    | 0.290          | 0.41              |
| Plutó    | 0.4            | 0.44-0.61         |